# Miasto Ilok
Miasto Ilok (chorw. Grad Ilok) – jednostka administracyjna w Chorwacji, w żupanii vukowarsko-srijemskiej. W 2011 roku liczyła 6767 mieszkańców.